# Manuel de la Sierra
Manuel de la Sierra Bustamante (Jerez de la Frontera, 25 de marzo de 1897 - Bañares, 10 de octubre de 1962) fue un general de brigada español.

## Biografía
Nació en Jerez de la Frontera, hijo de Ramón de la Sierra Agüer y Josefa Bustamante Piuna. El 9 de enero de 1914 ingresó en la Escuela Naval Militar de San Fernando, y en enero de 1916, en la Guardia Marina. Sirvió en buques de guerra, siendo ascendido al rango de segundo teniente.
En enero de 1921 se sometió a un reconocimiento médico antes de ingresar a la Escuela de Aeronáutica Naval. A principios de abril, comenzó a entrenar en vuelo. Probó globos atados en octubre.
En 1922 participó en los combates durante la guerra de Marruecos, por lo que en enero de 1923 recibió la Medalla de Marruecos con pasadores de Tetuán y Melilla, y en mayo la Cruz del Mérito Naval con distintivo roja.
El 23 de septiembre de 1923, junto con el teniente Julio Guillén Tato participó en el concurso de la Copa Gordon Bennett en Bruselas con el globo Hesperio. La competición se realizó en condiciones difíciles, llovía y soplaba un fuerte viento. Hesperio aterrizó en Holanda tras un vuelo de 325 km y se situó en 4.ª posición en categoría general y 1.º en categoría militar. El 24 de febrero de 1924 fue condecorado de nuevo con la Cruz al Mérito Naval con distintivo rojo. La copa tuvo un resultado trágico: fallecieron cinco participantes, dos suizos, dos americanos y el español Pedro Peñaranda una hora después de que el globo Polar despegara como consecuencia de un rayo. El piloto de globos Félix Gómez-Guillamón sobrevivió a la caída.
En septiembre de 1924 se trasladó a Londres, donde estudió aeronáutica durante un año en el Imperial College of Science and Technology de Kensington. En 1926 fue destinado a la Escuela de Aeronáutica Naval como piloto de dirigible. En enero de 1928 se convierte en director de taller de la Escuela de Aeronáutica Naval. En 1930 fue ascendido a capitán de corbeta y profesor interino de aerostación y dirigibles en la Escuela Superior de Aerotecnia y subdirector de la Escuela de Aeronáutica Naval. En junio de 1931 fue nombrado profesor de la Escuela de Aeronáutica Naval, y más tarde su director. Realizó esta función con pausas hasta julio de 1935.
Durante la guerra civil española, se puso del lado de los nacionales. En 1937 fue enlace con la Legión Cóndor y desde septiembre de 1938 con el Ejército del Norte. En marzo de 1939 fue ascendido al cargo de capitán de fragata.
En mayo de 1940, después de ser licenciado de la Armada, se convirtió en miembro del Cuerpo de Ingenieros de Aviación. Desde julio de 1940 hasta finales de 1941 fue agregado aéreo de la Embajada de España en Washington y de octubre de 1942 a noviembre de 1944 de la Embajada de España en Buenos Aires.
Tras finalizar la Segunda Guerra Mundial, desempeñó funciones administrativas. Tras un accidente automovilístico en mayo de 1948, recibió la Medalla de Sufrimientos por la Patria. En octubre de 1950 fue nombrado jefe de aviación de Sevilla, cargo que ocupó hasta el 29 de octubre de 1959. Tras ascender a Brigadier General del Cuerpo de Ingenieros Aeronáuticos, fue nombrado inspector técnico adjunto de la Dirección General Aeroportuaria del Ministerio de Aviación. Desde octubre de 1962 fue director general de aeropuertos.